# احمد حمدی تانپینار
احمد حمدی تانپینار (ترکی استانبولی: Ahmet Hamdi Tanpınar) (زاده ۲۳ ژوئن ۱۹۰۱ - مرگ ۲۴ ژانویه ۱۹۶۲) شاعر، رمان‌نویس، مقاله‌نویس و پژوهشگر ادبیات اهل ترکیه بود که یکی از مهم‌ترین چهره‌های ادبیات نوگرا در ترکیه شناخته می‌شود. او علاوه بر فعالیت‌های ادبی و دانشگاهی، بین سال‌های ۱۹۴۴ تا ۱۹۴۶ عضو مجلس ترکیه نیز بود.

## تحصیلات و سال‌های اولیه
تانپینار در ۲۳ ژوئن سال ۱۹۰۱ در استانبول به دنیا آمد. پدرش، حسین فیکری افندی، قاضی و اصالتی گرجستانی داشت که حسب آن‌ها به ماچاهل برمی‌گشت . مادر تانپینار در سال ۱۹۱۵ در شهر موصل و زمانی که او سیزده سال داشت بر اثر تیفوس فوت کرد.
به دلیل شغل پدر که ناچار به سفر بود، تانپینار تحصیلاتش را در شهرهای مختلف از جمله استانبول، سینوپ، سیرت، کرکوک و آنتالیا ادامه می‌داد. او بعد از پایان تحصیل در مدرسه نظامی، تحصیل آکادمی را در دانشکده ادبیات دانشگاه استانبول ادامه داد و در سال ۱۹۲۳ فارغ‌التحصیل شد. در زمان دانشگاه او دانش‌آموز یحیی کمال بود که عقاید او تاثیر زیادی بر روی شکل‌گیری ذهنیت دانش‌آموزان از زیبایی، ادبیات و تاریخ و فرهنگ ترکیه گذاشت. بین سال‌های ۱۹۲۱ تا ۱۹۲۳ تانپینار ۱۱ شعر در مجله ادبی درگاه که توسط یحیی کمال بنیان‌گذاری شده بود، منتشر کرد. او در سال ۱۹۲۳ از پایان‌نامه خود با عنوان Şeyhî's Hüsrev ü Şirin دفاع کرد که یکی از تاثیرگذارترین مثنوی‌های قرن ۱۵ بود که گاهی با نام فرهاد و شیرین نیز شناخته می‌شد و  توسط شاعران مختلف دوباره سروده می‌شد.

## زندگی و آثار
بعد از فارغ‌التحصیلی تانپینار به آموزش روی آورد. او در مدارسی در ارزروم، قونیه، آنکارا، استانبول، گازی و مدرسه هنرهای زیبا تدریس می‌کرد. در مدرسه هنرهای زیبا، او در کنار آموزش سخنرانی‌هایی درباره زیبایی در هنر، تاریخ هنر و اسطوره‌شناسی نیز ایراد می‌کرد. به عنوان یک دانش‌پژوه او با مطرح کردن بحث حذف ادبیات پیش-تنطیمات از برنامه درسی باعث بحث و اختلاف در دهه سی شد. در سال ۱۹۳۹، با اینکه مدرک دکترای خود را هنوز نگرفته بود، تانپینار به دستور حسن علی یوجل که وزیر وقت آموزش بود، به کرسی تازه تاسیس ادبیات فرن ۱۹ ترکیه به عنوان پروفسور ادبیات نوی ترکیه در دانشکده ادبیات دانشگاه استانبول رسید و مسئول نوشتن تاریخ ادبیات ترکیه‌ی پسا-تنظیمات شد که این پژوهش را در سال ۱۹۴۹ منتشر نمود.
دهه ۴۰ برای تانپینار بسیار پربار بود. او ابتدا اولین رمان خود را در سال ۱۹۴۴ چاپ کرد و سپس در سال ۱۹۴۶ کتاب پنج شهر را که مجموعه مقالاتی درباره‌ی شهرهای ارزروم، قونیه، استانبول، بورسا و آنکارا بود را نوشت. دو کتاب بعدی او با عنوان حضور ( با ترجمه انگلیسی ذهن آرام) در سال ۱۹۴۹ و آنان که خارج از گود می‌ایستند در سال ۱۹۵۰ منتشر شدند. مجموع این سه رمان در واقع تشکیل‌دهنده یک سه‌گانه هستند. در سال ۱۹۵۳ او سفری طولانی به اروپا داشت که شش ماه به طول انجامید و از کشورهای مختلفی از جمله فرانسه، بلژیک، هلند، انگلستان، اسپانیا و ایتالیا دیدن کرد.
در سال ۱۹۵۴ او کتاب بنیاد تنظیم زمان را منتشر کرد. کتاب که با لحنی طنز نوشته شده بود و تصویرهای نمادین زیادی نیز در آن به کار رفته بود جامعه‌ی مشکل‌دار ترکیه در میانه‌ی تغییر از سنت به مدرنیته و ترک ارزش‌های قدیمی را به نمایش می‌گذارد. شعرها مجموعه‌ی ۳۷ شعر از ۷۴ شعری بود که تانپینار تا آن زمان چاپ کرده و در سال ۱۹۶۱، یک سال پیش از مرگش منتشر شد.

## فعالیت سیاسی
بین سال‌های ۱۹۴۴ تا ۱۹۴۶ تانپینار عضو مجلس ملی کبیر ترکیه بود که از طرف شهر قهرمان‌مرعش (که با نام مرعش نیز شناخته می‌شود) انتخاب شده بود. او یکی از اعضای حزب خلق جمهوری‌خواه ترکیه بود که تنها حزب دارای کرسی در مجلس ترکیه بود.

## مرگ و میراث
تانپینار در ۲۴ ژانویه ۱۹۶۲ و در ۶۰ سالگی در اثر ایست قلبی در استانبول فوت کرد. مزار او در قبرستان آشیان در استانبول و در نزدیکی یحیی کمال واقع شده است. بر روی سنگ مزار او دو جمله از شعری که خود سروده نوشته شده است:
Ne içindeyim zamanın
Ne de büsbütün dışında
(ترجمه: من نه در زمان هستم
و نه تماماً خارج از آن)
بسیاری از آثاری که تانپینار نتوانست در طول حیات خود منتشر کند بعد از مرگش چاپ شد. با اینکه او رمان‌های زیادی ننوشته است اما نوشتارهای او درباره داستان‌نویسی، به صورت گسترده توسط منتقدان ادبی تحلیل می‌شود. جشنواره ادبی تانپینار استانبول که به پاس او نام‌گذاری شده است هرساله از سال ۲۰۰۹ برگزار می‌شود. همچنین موزه کتابخانه‌ی ادبیات احمد حمدی تانپینار که به ادبیات ترکیه اختصاص دارد و در محله‌ی امینونوی استانبول واقع شده در سال ۲۰۱۱ توسط وزارت فرهنگ و توریسم افتتاح شد.

### رمان‌ها
- آهنگ ماهور -  ۱۹۴۴
- ذهن آرام -  ۱۹۴۹
- آنان که خارج از گود می‌ایستند  -  ۱۹۵۰
- بنیاد تنظیم زمان - ۱۹۶۱

### شعر
- اشعار ۱۹۶۱

### داستان‌های کوتاه
- رؤیاهای عبداللّه افندی - ۱۹۴۳
- باران تابستانی -  ۱۹۵۵

### تاریخ ادبیات و نقد
- تاریخ ادبیات ترک در قرن نوزدهم - ۱۹۴۹
- یحیی کمال: مقاله‌هایی درباره ادبیات - ۱۹۶۹

### مجموعه مقالات
- آنچنانکه زیستم - ۱۹۷۰